# Gerard VI

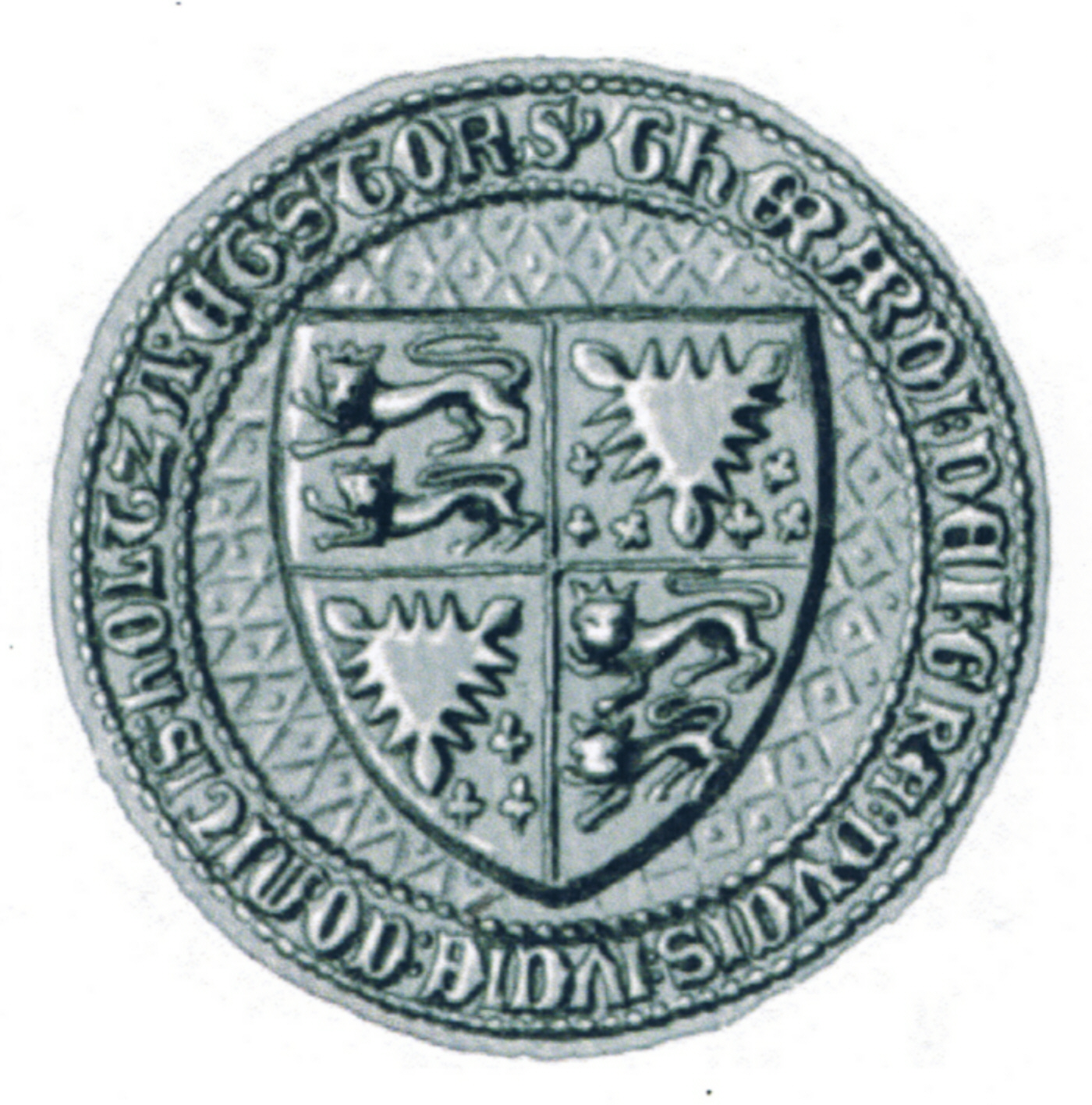
Pieczęć Gerarda VI

Gerard VI (ur. ok. 1367, zm. 4 sierpnia 1404 r.) – hrabia Holsztynu od 1384 r. i książę Szlezwika od 1386 r.

## Życiorys
Gerard był najstarszym synem hrabiego Holsztynu-Rendsburg Henryka II Żelaznego. Jego matką była Ingeborga, córka księcia meklemburskiego Albrechta II. W 1384 r., po śmierci ojca objął hrabstwo Holsztynu-Rendsburga. Krótko później, w 1386 r. zwieńczył długotrwałe starania swego ojca i został otrzymał w lenno od królowej duńskiej Małgorzaty I księstwo Szlezwiku. Pozostawał w dobrych stosunkach z władcami Danii. Zjednoczył Holsztyn, korzystając m.in. z wygaśnięcia gałęzi dynastii Schaumburgów panujących w Holsztynie-Plön.
Po śmierci stryja Mikołaja rozpoczął się spór Gerarda z braćmi, Albrechtem i Henrykiem, którzy wysunęli żądania podziału księstwa. W 1397 r. doszło do porozumienia, na mocy których otrzymali oni części Holsztynu; Szlezwikiem władał samodzielnie nadal Gerard. Wkrótce wybuchły walki z mieszkańcami Dithmarschen. W 1403 r. hrabiowie Holsztynu zaatakowali ich, jednak zginął wtedy brat Gerarda, Albrecht. Sam Gerard zginął podczas kolejnego holsztyńskiego ataku rok później. Pozostawił małoletnich jeszcze synów, którzy musieli toczyć o dziedzictwo po Gerardzie spory z koroną duńską.

## Rodzina
Żoną Gerarda była Elżbieta, córka księcia Brunszwiku i Lüneburga Magnusa II. Z tego małżeństwa pochodziły następujące dzieci:
- Ingeborga,
- Henryk IV, następca ojca jako hrabia Holsztynu i książę Szlezwika,
- Heilwig, żona księcia Werle Baltazara, a następnie hrabiego Oldenburga-Welsburga Dytryka,
- Adolf VIII, następca brata Henryka jako hrabia Holsztynu i książę Szlezwika,
- Gerard VII.